# Vernon Township (Missouri)
Vernon Township est un ancien township  du comté de Clark dans le Missouri, aux États-Unis,. Il est baptisé en référence à Mount Vernon, la résidence de George Washington, premier président des États-Unis, dans l'État de Virginie.

## Source de la traduction
- (en) Cet article est partiellement ou en totalité issu de l’article de Wikipédia en anglais intitulé « Vernon Township, Clark County, Missouri » (voir la liste des auteurs).